# Abraham Walkowitz
Abraham Walkowitz (ur. 28 marca 1878 w Tiumeni, Imperium Rosyjskie zm. 27 stycznia 1965 w Nowym Jorku) – amerykański grafik i malarz pochodzenia żydowskiego. Odegrał ważną rolę w rozwoju modernizmu w Ameryce. W jego twórczości ujawniły się wpływy kubizmu, futuryzmu i abstrakcjonizmu.  Jest najbardziej znany ze swych studiów miejskiego życia, uwiecznionych w cyklu Cityscapes (Pejzaże miejskie) oraz z ponad 5 tysięcy rysunków tancerki Isadory Duncan, której postacią był zafascynowany.
Na początku XX wieku został obdarzony przez krytyków mianem „Jana Chrzciciela sztuki modernistycznej”.

## Życiorys

### Dzieciństwo i młodość
Jego ojciec był rabinem; zmarł, gdy syn miał 4 lata. W wywiadzie udzielonym Abramowi Lernerowi i Mary Bartlett Cowdrey w grudniu 1958 roku Walkowitz wspominał, że już jako mały chłopiec zdradzał inklinacje artystyczne; kiedy miał trzy lub cztery lata, brał kredę do ręki i robił rysunki, a w wieku około pięciu lat, rysował kredą po wszystkich podłogach i wszędzie, gdzie się tylko dało.
W 1889 roku wyemigrował wraz z rodziną do Nowego Jorku osiedlając się w dzielnicy Lower East Side, która stała się tematem jego wczesnych prac. Uczęszczał na zajęcia artystyczne w Cooper Union, Educational Alliance oraz National Academy of Design (1898–1900), ćwicząc dokładne oddanie detalu anatomicznego oraz sposób cieniowania. Jego prace figuratywne były najpierw pokazywane w nowojorskim Educational Alliance, gdzie wykładał w latach 1900–1906.

### Okres dojrzałej twórczości

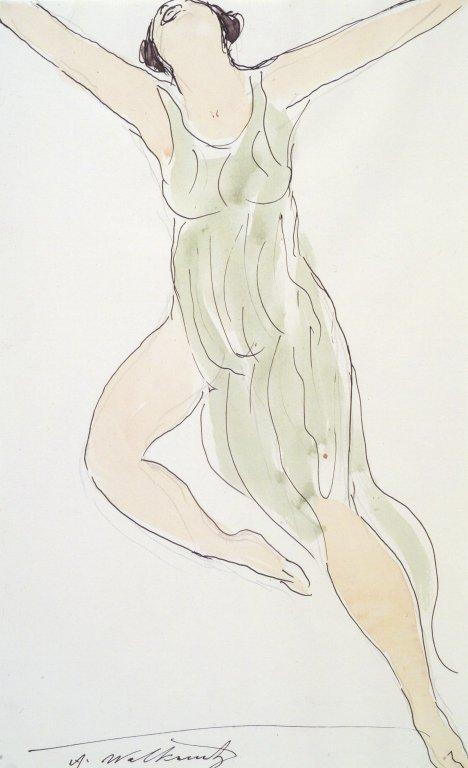
Isadora Duncan, akwarela i rysunek na papierze, ok. 1915, Brooklyn Museum

W 1906 roku wyjechał do Paryża, gdzie w 1907 roku zetknął się z malarstwem Paula Cézanne’a, odwiedzając poświęconą mu wystawę wspomnieniową w Salonie Jesiennym. Wrażenie na nim zrobił zwłaszcza cykl Kąpiący się; na ich postawie namalował kilka własnych obrazów. Podczas pobytu w Paryżu uczęszczał do Académie Julian i odwiedzał muzea. Spotkał malarza Maxa Webera, który wkrótce zapoznał go z Pablem Picassem, Henrim Matissem i Augustem Rodinem. Dzięki związkom z Weberem stał się członkiem awangardowego ugrupowania artystów zbierających się w domu rodzeństwa Leona i Gertrude Stein. W pracowni Rodina spotkał tancerkę Isadorę Duncan, która stała się później tematem ponad 5 tysięcy jego rysunków, sporządzanych w ciągu całej jego kariery artystycznej. Swobodne ruchy Duncan zmieniły jego podejście do ludzkiej sylwetki. Rysował ją obsesyjnie w późniejszych latach, usiłując uchwycić za pomocą kilku pociągnięć charakterystyczne cechy jej sposobu poruszania się i gestykulacji.
Pod koniec 1907 roku powrócił do Ameryki. W jego obrazach stał się widoczny wpływ fowizmu, a zwłaszcza kolorystyki Matisse’a. Około 1911 roku malarz Marsden Hartley zapoznał go z fotografem Alfredem Stieglitzem, promotorem nowojorskiej awangardy. Obaj zaprzyjaźnili się, a Walkowitz włączył się w działalność należącej do Stieglitza Gallery 291, wystawiającej prace modernistów europejskich i amerykańskich. W latach 1912–1917 czterokrotnie wystawiał w tej galerii. W 1913 roku wziął udział w międzynarodowej wystawie sztuki nowoczesnej Armory Show, gdzie pokazał 12 swoich prac: 5 obrazów olejnych, 5 rysunków, 1 monotyp i 1 akwarelę.
W latach 1909–1917 przeszedł od realistycznej ekspresji do całkowitej abstrakcji. Wyrazem tych tendencji stał się jego cykl Cityscapes (Pejzaże miejskie). Obok nich artysta sporządzał portrety robotników, przeznaczone dla czołowych periodyków socjalistycznych, takich jak Puck i The Masses. Jego rysunki w Pucku, przedstawiające postacie bez twarzy, określone zostały mianem „Nowego Piękna” („New Beauty”). Z magazynem The Masses, atakującym tradycyjne wartości i gloryfikującym zmiany społeczne i artystyczne, Walkowitz związał się za namową malarzy Stuarta Davisa i Johna Frencha Sloana.
W 1914 roku Stieglitz sfinansował drugą podróż Walkowitza do Europy, gdzie miał on okazję zwiedzić wystawę prac włoskich futurystów. Po powrocie do Ameryki spotkał się z odczuciem, że na Armory Show zbyt dużą uwagę poświęcono artystom europejskim, a za małą – amerykańskim. W rezultacie wiosną 1916 roku w Anderson Gallery zorganizowano wystawę prac tych ostatnich – Forum Exhibition of Modern American Painters. Walkowitz wystawił tam 20 swoich prac, a oprócz niego w wystawie udział wzięli: Thomas Hart Benton, Oscar Bluemner, Arthur Dove, Marsden Hartley, Stanton Macdonald-Wright, Man Ray i John Marin. Razem z Dovem, Marinem i Weberem zaczął przenosić na papier impresje nowojorskie, których tematem były drapacze chmur, wyrastające przy nowojorskich ulicach. W jego pracach uwidoczniły się geometryczne struktury, zaczerpnięte z kubizmu i futuryzmu. Te pierwsze artysta zapożyczył ze stylu Cézanne’a, Picassa i Braque’a. Od futurystów z kolei zaczerpnął fascynację nowymi technologiami epoki maszyn. W jego późniejszych obrazach, abstrakcyjnych, ujawnił się wpływ Wassilego Kandinsky’ego, którego rozprawę Concerning the Spiritual in Art przeczytał już w 1912 roku. W 1917 roku, po zerwaniu ze Stieglitzem, artysta aktywniej związał się z ideami socjalistycznymi.

### Lata 20. – 40.
Na początku lat 20 namalował kilka martwych natur, przedstawiających kwiaty i owoce. W latach 20. i 30. sprzymierzył się z malarzami spod znaku social realism (takimi, jak John French Sloan) oraz z działaczem politycznym Horacem Traubelem. Kontynuował wykonywanie ilustracji dla Puck i The Masses. W latach 1934–1938 był wiceprzewodniczącym stowarzyszenia  Society of Independent Artists, należał też do Société Anonyme, założonego przez Katherine Sophie Dreier, Mana Raya i Marcela Duchampa.
W 1945 roku odnowił przyjaźń z wolnomyślicielem i innowacyjnym wydawcą Emanuelem Haldemanem-Juliusem, który był, podobnie jak on, rosyjskim Żydem z pochodzenia. Obaj spotkali się z w Nowym Jorku w latach 1912–1914, kiedy Haldeman-Julius rozpoczynał karierę jako dziennikarz, piszący dla socjalistycznych gazet. W 1915 roku Haldeman-Julius przeniósł się do Girard w stanie Kansas, gdzie kupił socjalistyczną gazetę The Appeal to Reason oraz założył wydawnictwo Haldeman-Julius. To ostatnie odniosło w latach 20. znaczący sukces finansowy dzięki masowej produkcji i rozpowszechnianiu poprzez wysyłanie pocztą serii Little Blue Books, prekursora współczesnych książek w miękkiej okładce (tzw. paperbacks). Latem 1945 roku, kiedy Haldeman-Julius zaprosił Walkowitza do przyjazdu do Girard, ten ostatni wykonał swoją ostatnią dużą serię rysunków, których tematem były stodoły i kopalnie węgla w południowo-wschodnim Kansas. Haldeman-Julius zainicjował także współpracę z Walkowitzem, dotyczącą publikacji kilku książek tego ostatniego, mających na celu wzbudzenie publicznego uznania dla jego sztuki. Powstało w sumie 5 książek. Jedną z nich była A Demonstration of Objective, Abstract, and Non-Objective Art, zawierająca poglądy Walkowitza na sztukę.

### Schyłek życia
Pomimo pogarszającego się wzroku Walkowitz w ostatnich 20 latach swego życia pozostał aktywnym uczestnikiem nowojorskiego życia artystycznego. W połowie lat 40. całkowicie zaprzestał malowania. Zachęcał za to do malowania młodych artystów, rozdając im swoje liczne prace. W 1959 roku miał swoją pierwszą i jedyną wystawę retrospektywną w nowojorskiej Zabriskie Gallery. W 1963 roku, z okazji 50 rocznicy wystawy Armory Show, Walkowitz, praktycznie niewidomy, został odznaczony przez American Academy of Arts and Letters.